# Frauenchiemsee
Frauenchiemsee, denumită de localnici Fraueninsel, este a doua insulă ca mărime (după Herreninsel) din cele trei insule de pe lacul Chiemsee. Ea aparține comunei Chiemsee din Districtul Rosenheim al regiunii administrative Bavaria Superioară, cea mai mică comună comună din Bavaria. Având o suprafață de 15,5 ha și fiind fără automobile, Fraueninsel este locuită de aproximativ 300 de locuitori; spre comparație, pe Herrenchiemsee locuiesc doar câțiva oameni pe tot parcursul anului. 
Insula este accesibilă pe tot parcursul anului printr-o linie de navigație a companiei Chiemsee-Schifffahrt, în principal din Gstadt și Prien, precum și parțial din alte locuri din jurul lacului Chiemsee și de pe Herreninsel.
Mănăstirea Frauenwörth determină caracterul insulei Frauenchiemsee, ea fiind sanctuarul Fericitei Irmengard, sfânta patroană a regiunii Chiemgau. Pelerinajul și locație pitorească a insulei atrag zilnic un număr mare de vizitatori. La faima insulei contribuie de prin 1820 și colonia artistică din Chiemsee, din care făcea parte Max Haushofer.

## Istoricul mănăstirii

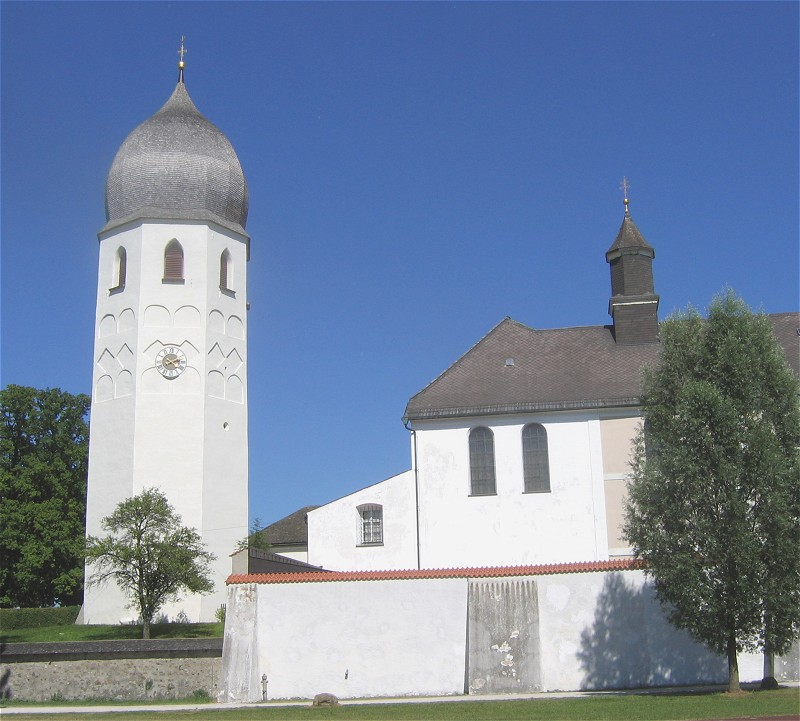
Turnul clopotniţă al mănăstirii

Mănăstirea a fost fondată în 782 de către ducele Tassilo al III-lea al Bavariei. În 788 a devenit abație imperială carolingiană. Regele Ludovic Germanul, care a domnit și în Bavaria începând din 826, a numit-o în 857 pe fiica sa, Irmengard, ca stareță. Mănăstirea a fost distrusă în perioada invaziei maghiare, traversând între secolele XI-XV o perioadă de glorie. Construcția noii clădiri a mănăstirii a avut loc între 1728 și 1732.
Mănăstirea a fost desființată oficial în timpul secularizării din perioada 1803 - 1835, dar cu toate acestea ea și-a continuat activitatea sub formă de convent. Neexistând niciun cumpărător pentru clădirile mănăstirii, maicilor li s-a permis să rămână. Regele Ludovic I al Bavariei a dispus reînființarea în 1836 a mănăstirii cu prevederea ca benedictini să-și asigure propria existență prin deschiderea de școli. Începând din 1837, ele s-au dedicat educării fetelor în Gimnaziul Irmengard cu internat (până în 1982) și (din 1983) în Școala de meserii Irmengard (fostul Seminar inferior pentru activități sociale feminine), pe care l-au administrat până în 1995.
În prezent (2007), trăiesc în mănăstire 30 surori, stareță fiind Johanna Mayer.

## Atracții
Clădirea actuală a bisericii, care este și ea numită Inseldom, este de origine romană (secolul al XI-lea) și se află pe fundații carolingiene. Bolta bisericii este în stil gotic, iar altarul în stil baroc. Plafonul arcuit din interior a fost executat în perioada 1468 - 1476. Biserica a fost echipată în 1688-1702 cu altare în prezent conservate. În 1954 s-au descoperit fresce romanice pe zidurile înalte ale sanctuarului. În partea de nord-vest a bisericii se află turnul clopotniță, o emblemă a regiunii Chiemgau, care datează probabil din secolul al XII-lea. Cupola sa în formă de ceapă este realizată în anul 1626 în stil baroc.
În cimitirul insulei aflat la nord de bisericii mănăstirii sunt înmormântați mai mulți artiști și savanți, precum pictorul Max Haushofer și scriitorii Wilhelm Jensen și Felix Schlagintweit. Acesta din urmă a făcut în romanul său Ein verliebtes Leben (1943) o descriere literară a cimitirului. În plus, există un cenotaf al generalului Alfred Jodl, iar unii membri ai familiei nobiliare von Eichendorff sunt îngropați acolo.

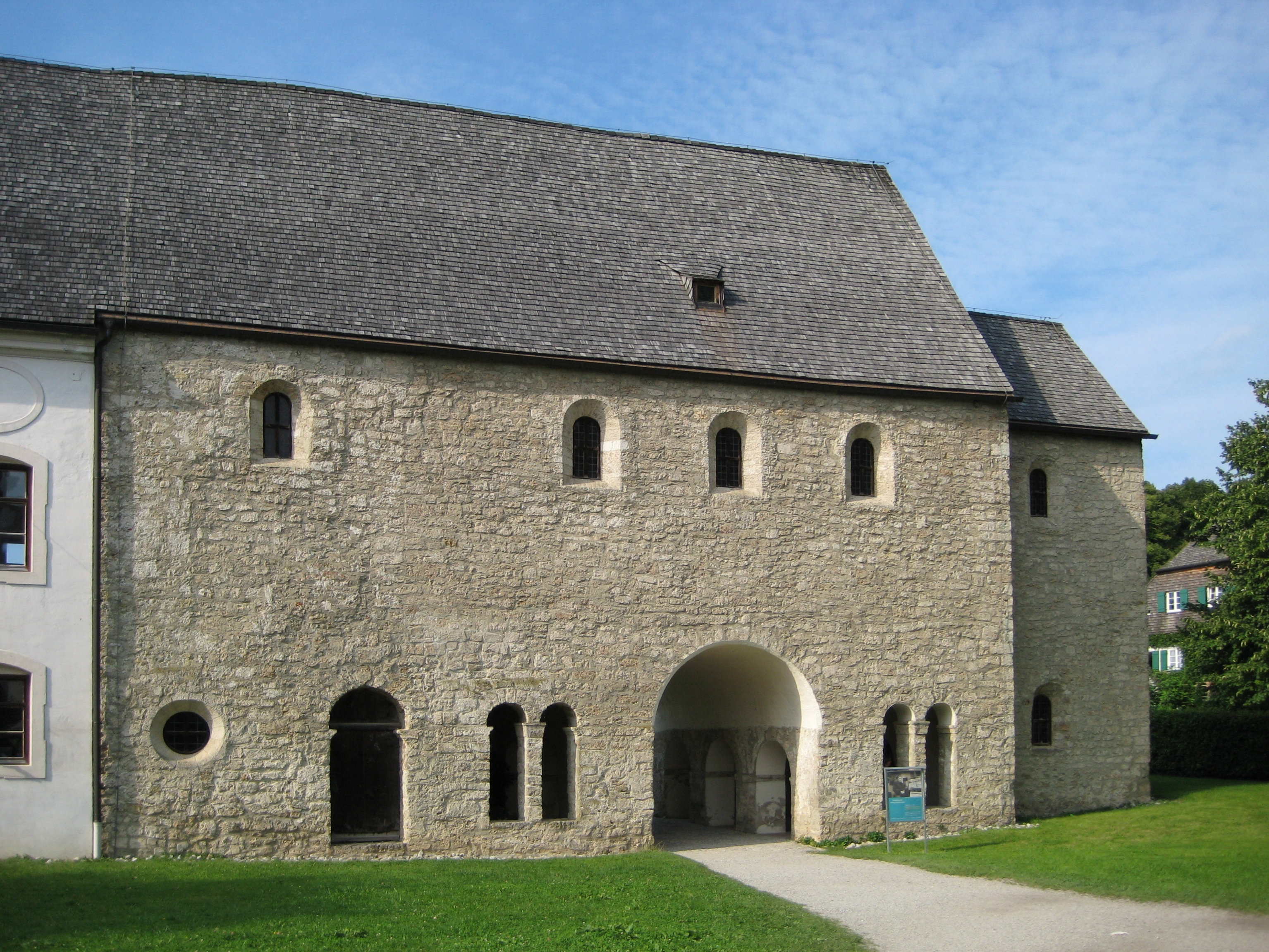
Poarta carolingiană

O atracție turistică este așa-numita poartă carolingiană care datează de la începuturile mănăstirii. Este o clădire dreptunghiulară, cu un tuf pătrat în creștere în partea de est. 
În livada din centrul insulei s-a construit după Primul Război Mondial o capelă memorială. O imagine mare a pictorului Hiasl Maier-Erding împodobește peretele din față; ea prezintă o rugăciune a unui tânăr pescar pe fundalul lacului Chiemsee, cu Fraueninsel. Capela se află pe locul pe care a fost Biserica Sf. Martin, construită în 1393 și demolată după secularizare.

## Personalități
- Norbert Hauner (1743-1827), canonic regular și renumit compozitor bisericesc, a trăit timp de mai mulți ani pe Frauenchiemsee și este îngropat acolo.
- Josef Holzmaier (1809–1859), pictor istoric (loc de naștere)
- Wilhelm Brünings (1876-1958), medic (mormânt)
- Emma Haushofer (1854-1925), scriitoare (mormânt)
- Max Haushofer (1840-1907), poet (mormânt)
- Hildegard Hofinger (1906-1986), scriitoare (mormânt)
- Wilhelm Jensen (1837-1911), scriitor (mormânt)
- Heinrich Kirchner (1902-1984), sculptor (mormânt)
- Franz Roubaud (1856-1928), pictor (mormânt)
- Christian Christoph Ruben (1805-1875), pictor (mormânt)
- Felix Schlagintweit (1868-1950), scriitor (mormânt)
- Elisabeth Schmidt-Pauli (1882-1950), scriitoare (mormânt)

## Imagini

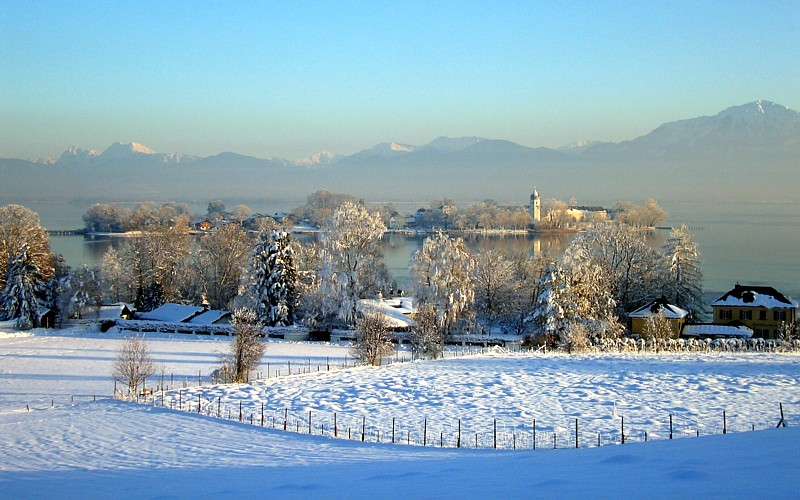
Insula văzută de pe malul lacului într-o zi de iarnă
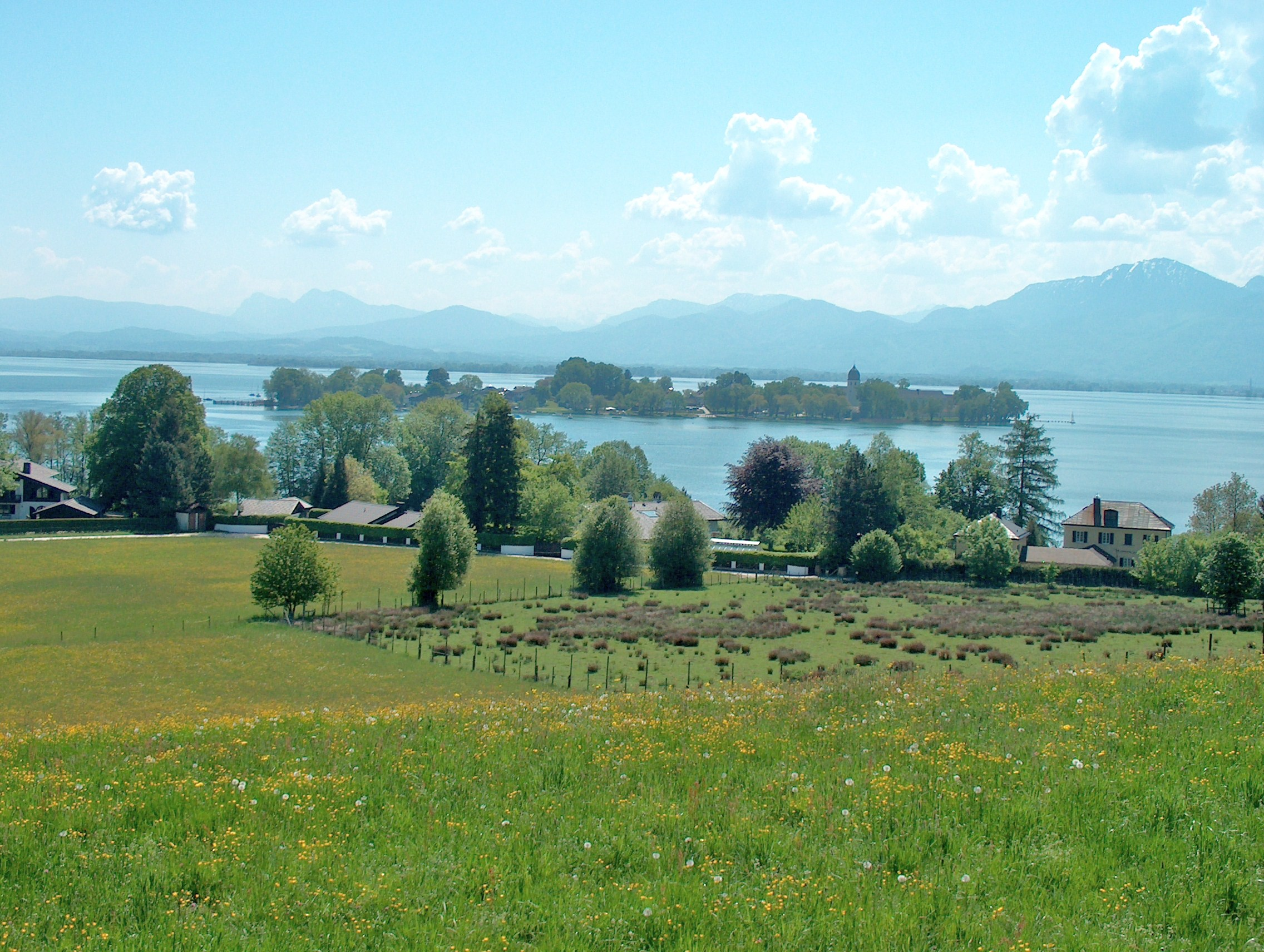
Insula văzută de pe malul lacului într-o zi de primăvară
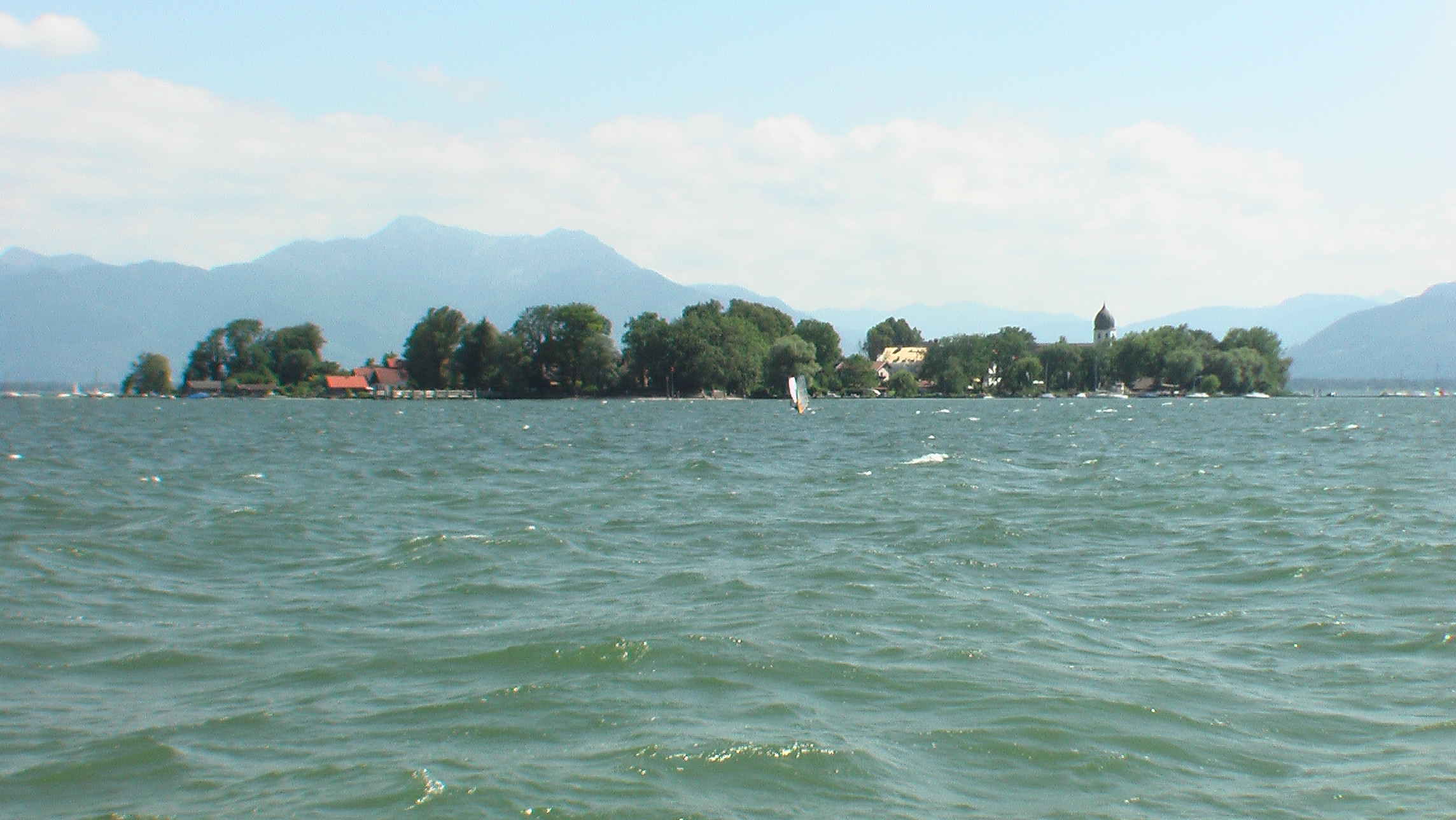
Frauenchiemsee văzută de pe lac
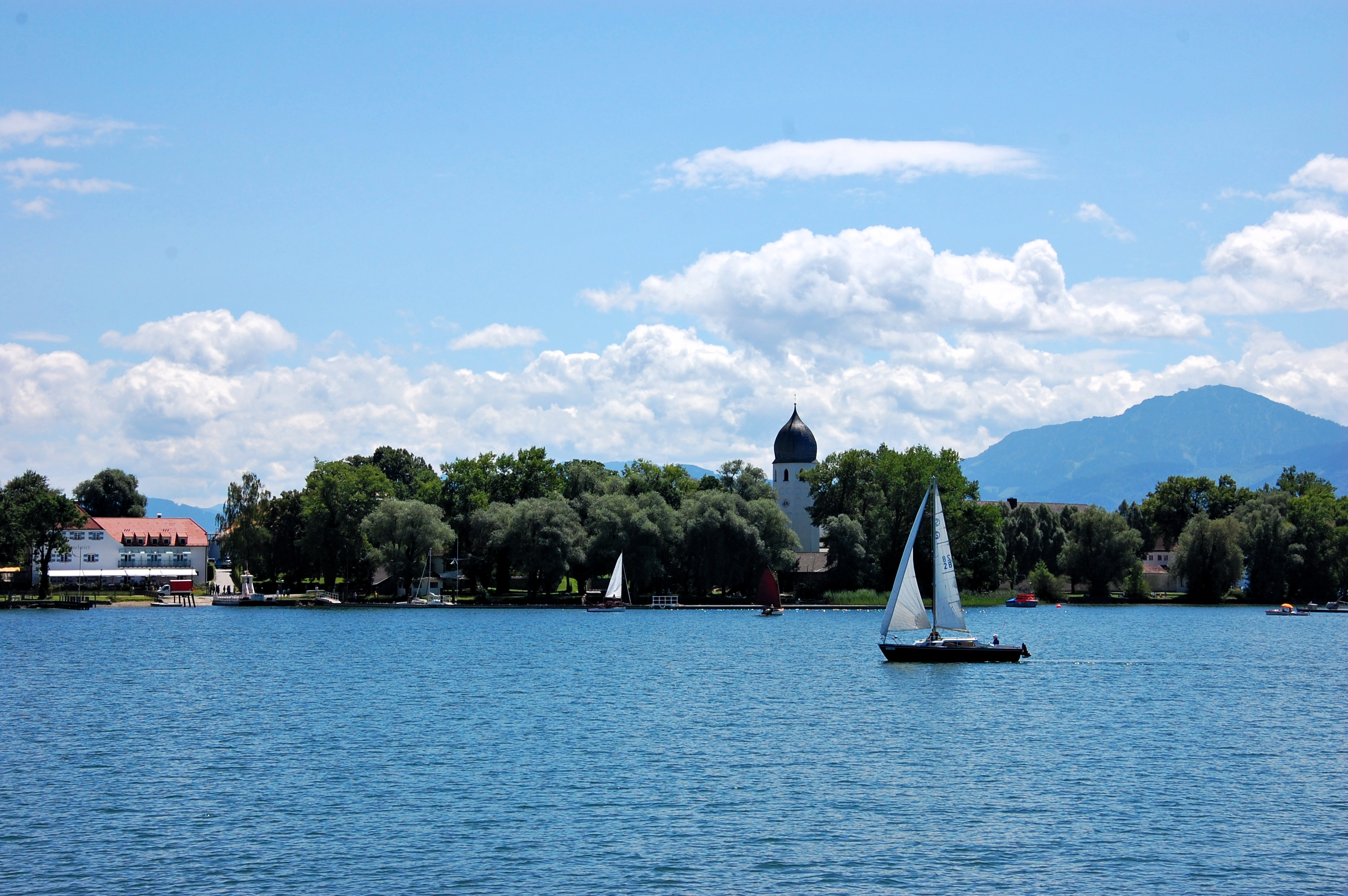
Insula văzută de aproape
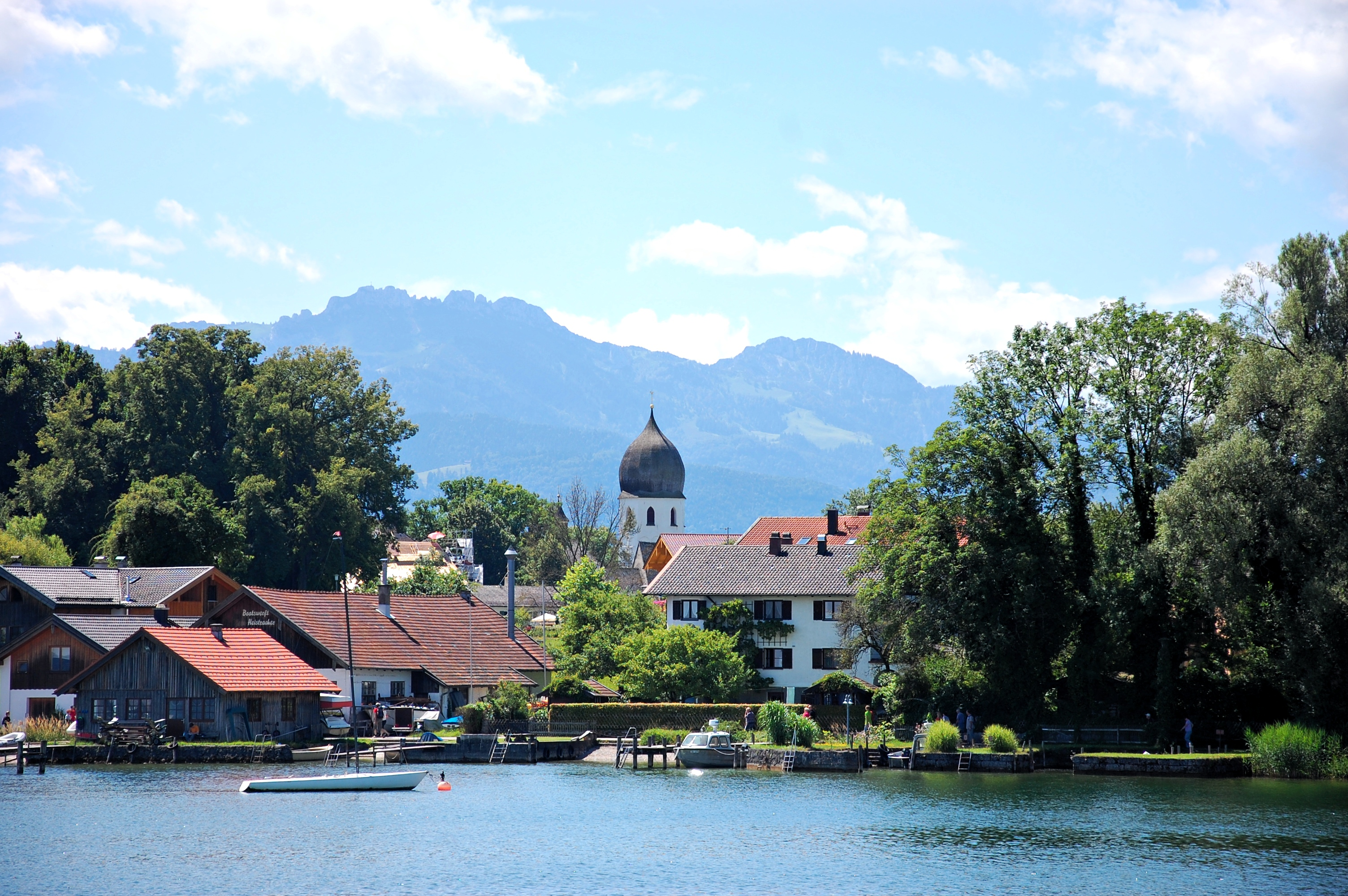
Insula văzută de aproape
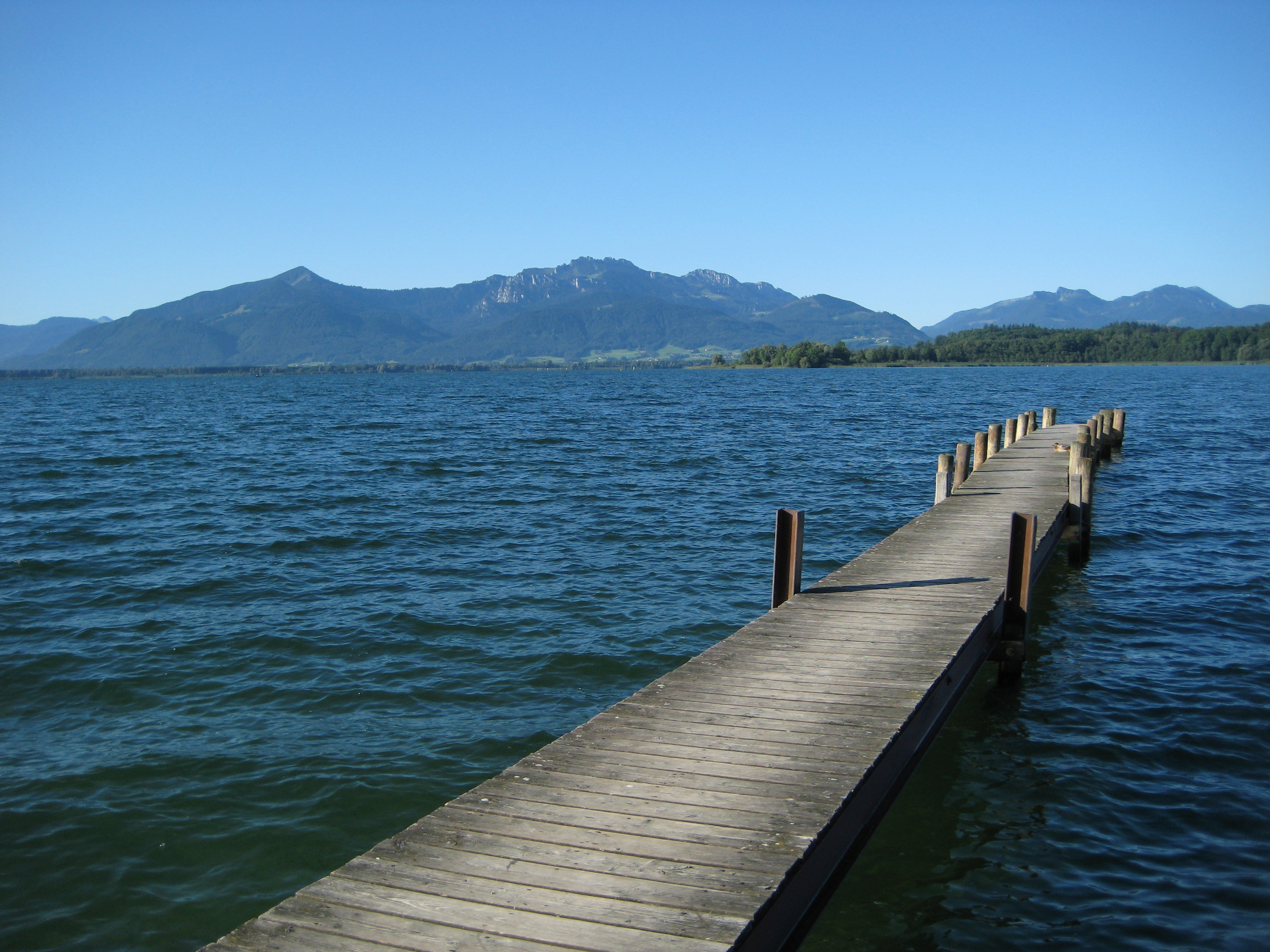
Munţii Alpi văzuţi de pe debarcaderul de pe Frauenchiemsee